# ویرجینیا پتن
ویرجینیا پتن (انگلیسی: Virginia Patton; ۲۵ ژوئن ۱۹۲۵ – ۱۸ اوت ۲۰۲۲) بازیگر اهل ایالات متحده آمریکا بود. وی بین سال‌های ۱۹۴۳ تا ۱۹۴۹ میلادی فعالیت می‌کرد.
از فیلم‌ها یا برنامه‌های تلویزیونی که وی در آن نقش داشته‌است می‌توان به چه زندگی شگفت‌انگیزی، زندگی دوم اشاره کرد.